# Paroisse de Saint-Basile
Ne doit pas être confondu avec Saint-Basile (Edmundston).
La paroisse de Saint-Basile est à la fois une paroisse civile et un ancien district de services locaux (DSL) canadien du comté de Madawaska, au nord-ouest du Nouveau-Brunswick.

## Toponyme

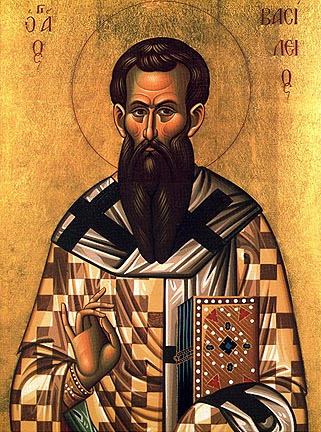
Basile de Césarée

Le village est nommé en l'honneur de Basile de Césarée.

## Géographie
Saint-Basile est situé dans le comté de Madawaska à l'ouest de la province du Nouveau-Brunswick. Le village est situé à une distance de 10 km à l'est d'Edmundston tout juste au nord de la frontière américaine avec l'État du Maine.
La paroisse comprend les hameaux de Jalbert et Rang-des-Savoie. Francoeur est séparé avec la paroisse de Saint-Joseph.
La paroisse de Saint-Basile est généralement considérée comme faisant partie de l'Acadie, quoique l'appartenance des Brayons à l'Acadie fasse l'objet d'un débat.

## Histoire
La paroisse civile est établie en 1850. La colonisation de la paroisse résulte de l'expansion du village de Saint-Basile, d'abord appelé Madawaska, fondé en 1786. La municipalité du comté de Madawaska est dissoute en 1966. La paroisse de Saint-Basile devient un district de services locaux en 1967.

## Démographie
| 2001 | 2006 | 2011 | 2016 |
| ---- | ---- | ---- | ---- |
| 705  | 799  | 717  | 592  |

## Économie
Entreprise Madawaska, membre du Réseau Entreprise, a la responsabilité du développement économique.

## Administration

### Comité consultatif
En tant que district de services locaux, la Saint-Basile est en théorie administré directement par le Ministère des Gouvernements locaux du Nouveau-Brunswick, secondé par un comité consultatif élu composé de cinq membres dont un président. Il n'y a actuellement aucun comité consultatif.

### Commission de services régionaux
La paroisse de Saint-Basile fait partie de la Région 1, une commissions de services régionaux (CSR) devant commencer officiellement ses activités le 1er janvier 2013. Contrairement aux municipalités, les DSL sont représentés au conseil par un nombre de représentants proportionnels à leur population et leur assiette fiscale. Ces représentants sont élus par les présidents des DSL mais sont nommés par le gouvernement s'il n'y a pas assez de présidents en fonction. Les services obligatoirement offerts par les CSR sont l'aménagement régional, l'aménagement local dans le cas des DSL, la gestion des déchets solides, la planification des mesures d'urgence ainsi que la collaboration en matière de services de police, la planification et le partage des coûts des infrastructures régionales de sport, de loisirs et de culture; d'autres services pourraient s'ajouter à cette liste.

### Représentation et tendances politiques
Nouveau-Brunswick: La paroisse de Saint-Basile fait partie de la circonscription provinciale de Madawaska-les-Lacs, qui est représentée à l'Assemblée législative du Nouveau-Brunswick par Yvon Bonenfant, du Parti progressiste-conservateur. Il fut élu en 2010.
 Canada: La paroisse de Saint-Basile fait partie de la circonscription fédérale de Madawaska—Restigouche, qui est représentée à la Chambre des communes du Canada par Jean-Claude D'Amours, du Parti libéral. Il fut élu lors de la 38e élection générale, en 2004, puis réélu en 2006 et en 2008.

## Infrastructures et services
Saint-Basile possède une caserne de pompiers. Le détachement de la Gendarmerie royale du Canada le plus proche est à Rivière-Verte. Le bureau de poste le plus proche est quant à lui à Edmundston. Le poste d'Ambulance Nouveau-Brunswick le plus proche est aussi à Edmundston. L'hôpital régional d'Edmundston dessert la région.
Les francophones bénéficient du quotidien L'Acadie nouvelle, publié à Caraquet, ainsi qu'à l'hebdomadaire L'Étoile, de Dieppe. Ils ont aussi accès aux hebdomadaires Le Madawaska et La République, d'Edmundston. Les anglophones bénéficient des quotidiens Telegraph-Journal, publié à Saint-Jean, et The Daily Gleaner, publié à Fredericton.

## Culture

### Architecture et monuments
Un pont couvert traverse la rivière Verte, à Davis Mill. Le pont fut construit en 1925 et mesure 28,9 mètres de long.